# Altjärnen, Norrbotten
Altjärnen är en sjö i Luleå kommun i Norrbotten och ingår i Alåns huvudavrinningsområde.